# Remo nos Jogos Olímpicos de Verão de 2012 - Dois sem masculino
As competições de remo nos Jogos Olímpicos de Verão de 2012 na modalidade dois sem masculino foram disputadas entre os dias 28 de julho e 3 de agosto no Lago Dorney em Londres.

## Medalhistas
|  | NZL Nova Zelândia       |  | FRA França                        |  | GBR Grã-Bretanha          |
|  | Eric Murray Hamish Bond |  | Germain Chardin Dorian Mortelette |  | George Nash William Satch |

## Resultados
- Regras de qualificação: 1-3->Q, 5..->R

### Eliminatórias

#### Eliminatória 1
| Pos. | Atletas                           | Equipe            | Tempo   | Notas  |
| ---- | --------------------------------- | ----------------- | ------- | ------ |
| 1    | Eric Murray Hamish Bond           | NZL Nova Zelândia | 6:08.50 | Q (WR) |
| 2    | Germain Chardin Dorian Mortelette | FRA França        | 6:17.22 | Q      |
| 3    | Wojciech Gutorski Jarosław Godek  | POL Polônia       | 6:19.98 | Q      |
| 4    | Nenad Beđik Nikola Stojić         | SRB Sérvia        | 6:23.87 | R      |
| 5    | Domonkos Széll Béla Simon         | HUN Hungria       | 6:46.18 | R      |

#### Eliminatória 2
| Pos. | Atletas                       | Equipe             | Tempo   | Notas |
| ---- | ----------------------------- | ------------------ | ------- | ----- |
| 1    | David Calder Scott Frandsen   | CAN Canadá         | 6:23.80 | Q     |
| 2    | James Marburg Brodie Buckland | AUS Austrália      | 6:24.83 | Q     |
| 3    | Nanne Sluis Meindert Klem     | NED Países Baixos  | 6:25.59 | Q     |
| 4    | Thomas Peszek Silas Stafford  | USA Estados Unidos | 6:26.59 | R     |

#### Eliminatória 3
| Pos. | Atletas                                    | Equipe           | Tempo   | Notas |
| ---- | ------------------------------------------ | ---------------- | ------- | ----- |
| 1    | George Nash William Satch                  | GBR Grã-Bretanha | 6:16.58 | Q     |
| 2    | Niccolo Mornati Lorenzo Carboncini         | ITA Itália       | 6:18.33 | Q     |
| 3    | Nikolaos Gkountoulas Apostolos Gkountoulas | GRE Grécia       | 6:21.46 | Q     |
| 4    | Anton Braun Felix Drahotta                 | GER Alemanha     | 6:30.42 | R     |

### Repescagem
| Pos. | Atletas                      | Equipe             | Tempo   | Notas |
| ---- | ---------------------------- | ------------------ | ------- | ----- |
| 1    | Anton Braun Felix Drahotta   | GER Alemanha       | 6:22.76 | Q     |
| 2    | Nenad Beđik Nikola Stojić    | SRB Sérvia         | 6:26.61 | Q     |
| 3    | Thomas Peszek Silas Stafford | USA Estados Unidos | 6:27.41 | Q     |
| 4    | Domonkos Széll Béla Simon    | HUN Hungria        | 6:27.88 |       |

### Semifinais

#### Semifinal 1
| Pos. | Atletas                            | Equipe             | Tempo   | Notas |
| ---- | ---------------------------------- | ------------------ | ------- | ----- |
| 1    | Eric Murray Hamish Bond            | NZL Nova Zelândia  | 6:48.11 | Q     |
| 2    | Niccolo Mornati Lorenzo Carboncini | ITA Itália         | 6:55.82 | Q     |
| 3    | David Calder Scott Frandsen        | CAN Canadá         | 6:56.47 | Q     |
| 4    | Thomas Peszek Silas Stafford       | USA Estados Unidos | 6:58.58 |       |
| 5    | Anton Braun Felix Drahotta         | GER Alemanha       | 7:02.16 |       |
| 6    | Nanne Sluis Meindert Klem          | NED Países Baixos  | 7:13.77 |       |

#### Semifinais 2
| Pos. | Atletas                                    | Equipe           | Tempo   | Notas |
| ---- | ------------------------------------------ | ---------------- | ------- | ----- |
| 1    | George Nash William Satch                  | GBR Grã-Bretanha | 6:56.46 | Q     |
| 2    | Germain Chardin Dorian Mortelette          | FRA França       | 6:58.67 | Q     |
| 3    | James Marburg Brodie Buckland              | AUS Austrália    | 7:02.12 | Q     |
| 4    | Wojciech Gutorski Jarosław Godek           | POL Polônia      | 7:04.58 |       |
| 5    | Nikolaos Gkountoulas Apostolos Gkountoulas | GRE Grécia       | 7:07.15 |       |
| 6    | Nenad Beđik Nikola Stojić                  | SRB Sérvia       | 7:07.78 |       |

### Finais

#### Final B
| Pos | Atletas                                    | Equipe             | Tempo   | Notas |
| --- | ------------------------------------------ | ------------------ | ------- | ----- |
| 1   | Anton Braun Felix Drahotta                 | GER Alemanha       | 6:49.93 |       |
| 2   | Thomas Peszek Silas Stafford               | USA Estados Unidos | 6:53.30 |       |
| 3   | Nikolaos Gkountoulas Apostolos Gkountoulas | GRE Grécia         | 6:53.69 |       |
| 4   | Wojciech Gutorski Jarosław Godek           | POL Polônia        | 6:56.00 |       |
| 5   | Nanne Sluis Meindert Klem                  | NED Países Baixos  | 7:05.12 |       |
| –   | Nenad Beđik Nikola Stojić                  | SRB Sérvia         | DNS     |       |

#### Final A

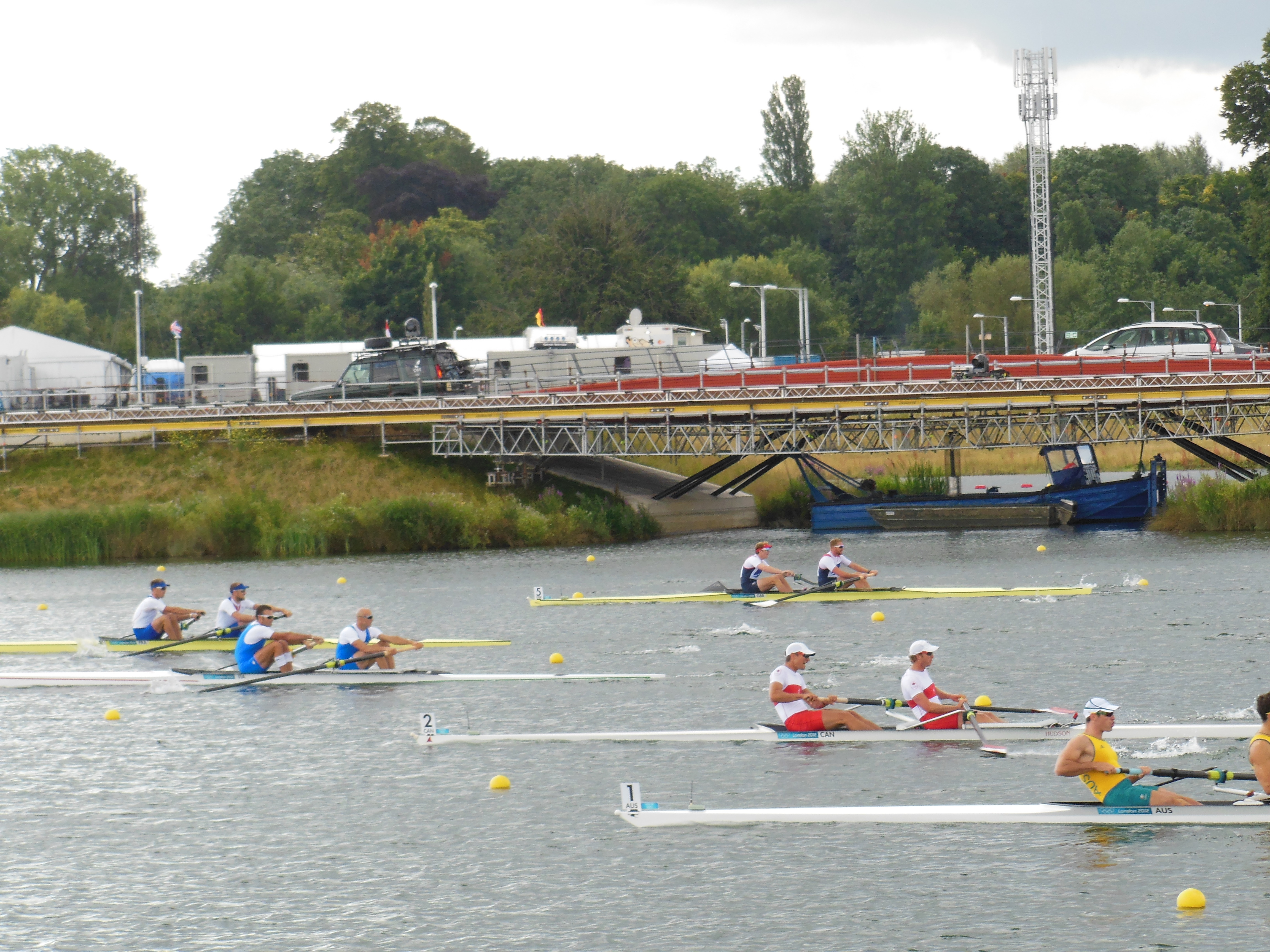
Embarcações durante a final do dois sem.

| Pos               | Atletas                            | Equipe            | Tempo   | Notas |
| ----------------- | ---------------------------------- | ----------------- | ------- | ----- |
| Medalha de ouro   | Eric Murray Hamish Bond            | NZL Nova Zelândia | 6:16.65 |       |
| Medalha de prata  | Germain Chardin Dorian Mortelette  | FRA França        | 6:21.11 |       |
| Medalha de bronze | George Nash William Satch          | GBR Grã-Bretanha  | 6:21.77 |       |
| 4                 | Niccolo Mornati Lorenzo Carboncini | ITA Itália        | 6:26.17 |       |
| 5                 | James Marburg Brodie Buckland      | AUS Austrália     | 6:29.28 |       |
| 6                 | David Calder Scott Frandsen        | CAN Canadá        | 6:30.49 |       |

Legenda
| Recorde mundial      | Recorde mundial (World record)               |                       | Recorde africano                      | Recorde africano (African) |                                           | Q | Classificado por posição (Qualified) |
| Recorde olímpico     | Recorde olímpico (Olympic record)            | Recorde da América    | Recorde da América (Americas)         | q                          | Classificado por melhor tempo (Qualified) |   |                                      |
| Melhor marca do ano  | Melhor marca do ano (World leading)          | Recorde asiático      | Recorde asiático (Asian)              | DNS                        | Não largou (Did not start)                |   |                                      |
| Recorde nacional     | Recorde nacional (National record)           | Recorde europeu       | Recorde europeu (European)            | DNF                        | Não terminou (Did not finish)             |   |                                      |
| Recorde pessoal      | Recorde pessoal do atleta (Personal best)    | Recorde da Oceania    | Recorde da Oceania (Oceania)          | DSQ / DQ                   | Desclassificado (Disqualified)            |   |                                      |
| Recorde da temporada | Recorde da temporada do atleta (Season best) | Recorde sul-americano | Recorde sul-americano (South America) | NM                         | Sem marca (No mark)                       |   |                                      |

### Remo
| S | Classificado(a) para as semifinais |    |                        | FA | Final A (disputa de medalhas) |  |  | FD | Final D (sem medalhas) |
| Q | Classificado(a) para as quartas    | FB | Final B (sem medalhas) | FE | Final E (sem medalhas)        |  |  |    |                        |
| R | Classificado(a) para a repescagem  | FC | Final C (sem medalhas) | FF | Final F (sem medalhas)        |  |  |    |                        |